# بيروجكي
بيروجكي  (الروسية: пирожки)، جمع كلمة بيروجوك؛ (بالأوكرانية: пиріжки، بيرجكي) فطائر روسية، بيلاروسية أوكرانية مخبوزة أو مقلية ممزوجة بالخميرة على شكل قارب محشوة بمجموعة متنوعة من الحشوات. تعد فطائر بيروجكي من أكل الشارع الشعبي والمريح في روسيا وجزءاً مألوفاً من الثقافة الروسية.

## أصل الكلمة
تمثل الشدة في المقطع الأخير من بيروجكي: بيروجوك ((الروسية: pʲɪrɐʂˈkʲi). ، مفرد) صيغة التصغير من كلمة بيروج الروسية، التي تعني فطيرة بالحجم الكامل. لا ينبغي الخلط بين بيروجكي وبيروجي (كلمة شبيهة)، والتي تسمى ڤارينيكي في الأوكرانية والروسية.

## الأطباق المماثلة
تصنع فطائر بيروجكي النموذجية على شكل قارب أو نادراً على شكل هلالي، من عجين مخمر، مع حشو مغطى بالكامل. تشمل المعجنات الروسية المماثلة (بيروج) أشكال أخرى مثل كوليبياكا، كاليتكا، راستيغاي وفاتروشكا.
تُعد فطائر بيروجكي إما مقلية أو مخبوزة. وتأتي في أصناف حلوة أو لاذعة. تشمل الحشوات اللاذعة الشائعة لحم مفروم، بطاطس مهروسة، الفطر والبيض المسلوق مع البصل الأخضر أو الملفوف. أما الحشوات الحلوة النموذجية فتشمل الفاكهة (التفاح، الكرز، المشمش، الليمون)، المربى أو الكوارك.
قد تخبز فطائر بيروجكي مع البيض لكي يمنحها لوناً ذهبياً. كما قد تُزين بشرائط من العجين.
عادة ما تكون فطائر بيروجكي في حجم اليد. ويمكن تقديم أحجام أصغر مع الحساء.

## الأصناف الإقليمية

### البلقان

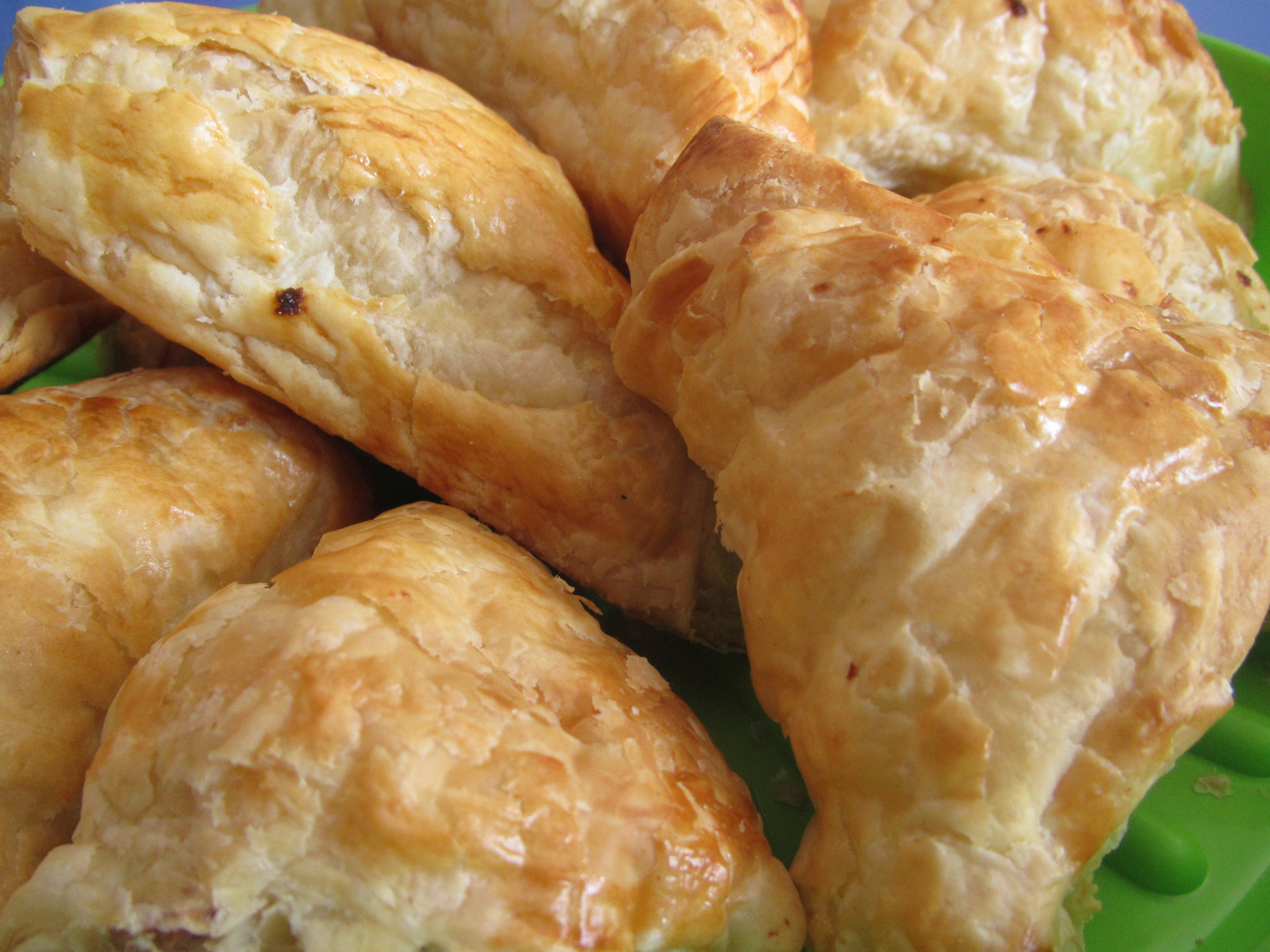
فطائر بيروجكي منتفخة

يحظى الصنف اليوناني من فطائر بيروجكي (بيروسكيا باليونانية: πιροσκί) بشعبية في عدة أنحاء من اليونان نتيجة التأثر بالمطبخ الشرقي الأوروبي وفي معظم المدن الكبرى تُباع كنوع من الوجبات السريعة. تأتي فطائر بيروسكيا اليونانية مقلية جيداً مع العديد من المواد المحشية.
في صربيا، تُعد فطائر الصنف المحلي على شكل أسطواني يسمى بيروشكا (пирошка). وهي محشوة بحشوات مثل خليط اللحوم المتبلة المفرومة من لحم الخنزير والعجل أو الجبن الريفي، مع نقانق لحم الخنزير وصلصة الطماطم والأعشاب. وبديلاً عن ذلك توجد فطائر مصنوعة من كريب مخبوز بمجموعة متنوعة من الحشو.

### منطقة البلطيق
في لاتفيا، تسمى الفطائر ذات الشكل الهلالي المصنوعة من العجين المختمر سبيكراوشي (باللاتيفية: speķrauši) وتعني حرفياً، «فطائر ضلع الخنزير» أو سبيكا بيراغي "speķa pīrādziņi" (غالباً ما يشار إليها كتصغير "speķa pīrādziņi" أو بالعامية البسيطة بيراغي "pīrāgi" أو بيرادزيني "pīrādziņi") التي تحشى تقليدياً بلحم ضلع الخنزير المقدد والبصل. الحشوات الأخرى متاحة أيضاً. ومع ذلك، فإن اسم بيراغي ليس مقصوراً على هذه الفطائر فقط، لكنه قد يشير إلى أنواع أخرى من المعجنات، مثل الفطائر والمخبوزات المحلاة. غالباً ما يأكل المزارعون والرعاة الذين يعملون في الحقول فطائر البيراغي كوجبة غداء.
الإستونيون أيضاً لديهم تقليد مماثل. إلا أن فطائر بيروكاد (pirukad) خاصتهم تتميز بصغر الحجم إلى حد ما ولها اختلافات إقليمية فيما يتعلق بالحشو. وتقدم في بعض الأحيان مع المرق. توجد العديد من وصفات الحشو، مثل اللحوم والملفوف والجزر والأرز والبيض وغيرها من الحشوات والحشوات المختلطة التي تستخدم أيضاً. إن فطائر لحم الخنزير المقدد مع البصل اللاتفية معروفة لدى الإستونيين، لكنها ليست شائعاً. بوسع المرء أيضاً أن يجد حشوات حلوة، على الرغم من أن فطائر البيروكاد ذات الطعم اللاذع هي السائدة.

### القوقاز
إن الفطائر المماثلة للبيروجكي الروسية في أرمينيا وأذربيجان تٌعتبر وجبات سريعة شائعة. وفي أرمينيا غالباً ما تحتوي على البطاطا أو اللحم المتبل كحشو. أما في أذربيجان فغالباً ما تُقدم كحلوى، محشوة عادةً بالكريمة.

### آسيا الوسطى
تشيع فطائر بيروجيكي كوجبات سريعة في شوارع بلدان آسيا الوسطى في كازاخستان وطاجيكستان وأوزبكستان وتركمانستان وقيرغيزستان ومنغوليا، حيث جلبها الروس. كما أنها مصنوعة من وصفات روسية وغير روسية محلية.

### شرق آسيا
فطائر بيروجيكي شائع جداً كوجبات سريعة في منغوليا أيضاً، حيث تصنعها الأسر في المنازل في جميع أنحاء البلاد.

### إيران

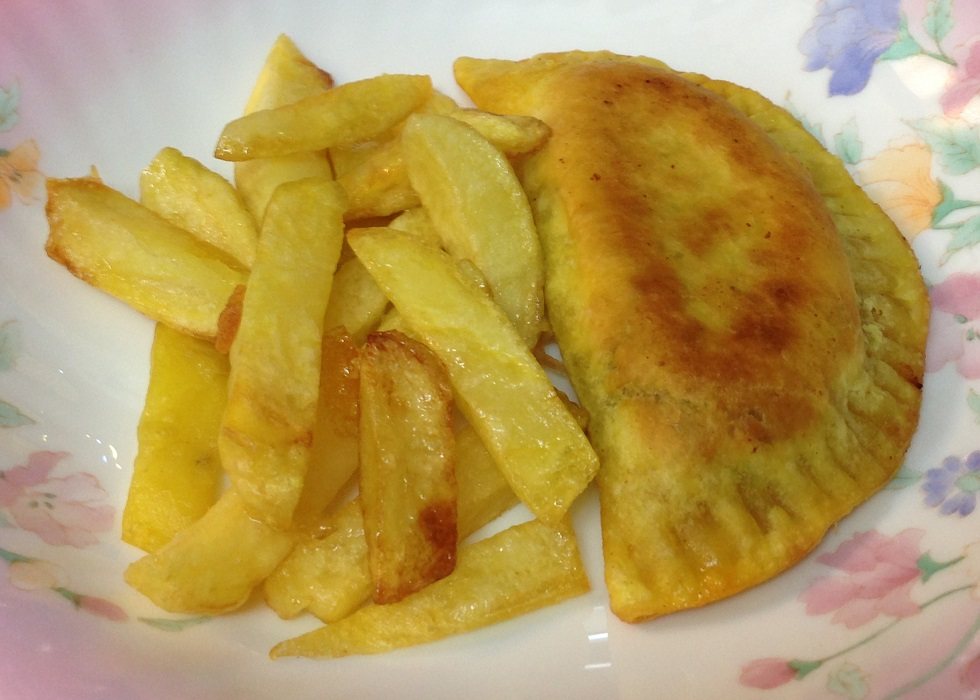
فطيرة بيروجكي إيرانية أُعدت في المنزل ومعها بطاطا مقلية

تُسمى الفطائر الإيرانية البديلة للبيروجكي، (بالفارسية: پيراشكي)، غالباً ما تؤكل كحلوى أو كطعام شارع. وتحشى عادةً بالكريمة، لكن حشوات البطاطا واللحوم متوفراة أيضاً. وقد ابتكرت متاجر الحلوى الإيرانية في لوس أنجلوس أنواع أخرى مثل المحشوة بالشوكولاتة والتوت البري.

### اليابان
يُطلق على النوع الياباني من هذه الفطائر، اسم ピ ロ シ キ (بيروشيكي) التي تكون مقلية عادةً وتستخدم حشوات مثل اللحم المفروم، البيض المسلوق، شعرية السيلوفان والبصل الأخضر وتُخبز عموماً ببقسماط البانكو قبل قليها، على الطريقة اليابانية مينشي-كاتسو. هناك نوع شائع آخر من الفطائر محشو بالكاري الياباني وتشبه إلى حد ما فطائر كاري-بان (خبز الكاري)، التي يقال إنها ذاتها مستوحاة من البيروجكي.

### الأمريكتان
أحضر ألمان الفولغا معهم أنواع مختلفة من البيروجكي إلى الأمريكتين. المعروفة اليوم باسم بيروك، پيروك أو رانزا، التي تنتمي إلى العديد من المطابخ الإقليمية في الولايات المتحدة وكندا والأرجنتين. جلب الشتات الروسي المكتظ، الذي جاء إلى الأمريكتين نتيجة الثورة الروسية والحرب الأهلية، معه الأنواع الروسية التقليدية من البيروشكي.